# Membre de Chantilly
Le membre de Chantilly est un domaine appartenant aux Hospitaliers de l'ordre de Saint-Jean de Jérusalem. Elle fait partie de la commanderie de la Tombe-Issoire et du prieuré hospitalier de Saint-Jean de Latran de la langue de France.

## Origines
Les Hospitaliers de l'ordre de Saint-Jean de Jérusalem disposent de terre dans le ressort de la seigneurie de Chantilly. Ces terres forment une dépendance, un membre, rattaché à la commanderie de la Tombe-Issoire.
Dans un bail datant de 1466, Renaud Gorre, commandeur, déclare affermer pour neuf ans à un certain Germain Amaury, laboureur à Chasseney, 10 arpents de près à Chantilly et autres terres, contre un fermage de 2,5 muids de blé, 1,5 muids d'avoine, un setier de grosses fèves et quatre douzaines de pignons,.

## Sources
- Eugène Mannier, Les commanderies du grand prieuré de France d'après les documents inédits conservés aux archives nationales à Paris, Paris, 1872 (lire en ligne)